# Кирјен
Кирјен (фр. Curienne) насеље је и општина у источној Француској у региону Рона-Алпи, у департману Савоја која припада префектури Шамбери.
По подацима из 2011. године у општини је живело 663 становника, а густина насељености је износила 77,54 становника/km². Општина се простире на површини од 8,55 km². Налази се на средњој надморској висини од 712 метара (максималној 1.290 m, а минималној 360 m).

## Демографија
| 1962. | 1968. | 1975. | 1982. | 1990. | 1999. | 2011. |
| ----- | ----- | ----- | ----- | ----- | ----- | ----- |
| 124   | 157   | 240   | 415   | 524   | 613   | 663   |

График промене броја становника у току последњих година